# Gloeotinia granigena
Espèce
Gloeotinia granigena est une espèce de champignons ascomycètes de l'ordre des Helotiales.
C'est un parasite de plantes de la sous-famille des Pooideae.
Son anamorphe est Endoconidium temulentum. Pour Alderman, Gloeotinia temulenta et G. granigena seraient deux espèces différentes.
En latin  granigena signifie « produit dans les graines ».

## Cycle de vie
Les ascospores transportées par le vent contaminent la fleur au niveau des stigmates. Le champignon provoque à la surface de la graine la formation d'un exsudat rempli de conidies qui permet des contaminations secondaires. Le champignon est conservé d'une année sur l'autre dans la graine. Des apothécies sont formées au printemps.